# Episodi di Il commissario Köster (ventiquattresima stagione)
La ventiquattresima stagione della serie televisiva Il commissario Köster è stata trasmessa in prima visione negli Germania da ZDF dal 7 gennaio 2000.
| n. | Titolo originale             | Titolo italiano     | Prima TV Germania | Prima TV Italia |
| -- | ---------------------------- | ------------------- | ----------------- | --------------- |
| 1  | Tod eines Polizisten         | Gioco d'azzardo     | 7 gennaio 2000    |                 |
| 2  | Freigesprochen               | [Inedito in Italia] | 28 gennaio 2000   |                 |
| 3  | Die Schwester                | L'amore di Sabrina  | 25 febbraio 2000  |                 |
| 4  | Schrecklicher Irrtum         | Il ricattatore      | 7 aprile 2000     |                 |
| 5  | Ein Mord kommt selten allein | Il prezzo da pagare | 12 maggio 2000    |                 |
| 6  | Das Ende einer Liebe         | Fine di un amore    | 23 giugno 2000    |                 |
| 7  | Der Tod kam wie ein Fluch    | Il diario rubato    | 4 agosto 2000     |                 |
| 8  | Der Tod kam um zehn          | Il custode          | 8 settembre 2000  |                 |
| 9  | Tod eines Spielers           | Destini incrociati  | 20 novembre 2000  |                 |
| 10 | Die Schwestern und der Tod   | La vera madre       | 24 novembre 2000  |                 |
| 11 | Der letzte Geburtstag        | L'ultimo compleanno | 15 dicembre 2000  |                 |
| 12 | Der Schatten des Todes       | La sosia            | 29 dicembre 2000  |                 |